# جوستين لانغر
جوستين لانغر (بالإنجليزية: Justin Langer)‏ (21 نوفمبر 1970 في أستراليا - ) هو لاعب كريكت أسترالي. شارك مع منتخب أستراليا الوطني للكريكت. أما مع النوادي، فقد لعب مع نادي مقاطعة ميدلسكس للكريكت ‏ ونادي مقاطعة سومرست للكريكت ‏ وفريق غرب أستراليا للكريكت ‏.

## وصلات خارجية
- جوستين لانغر على موقع إي آس بي آن كريك إنفو (الإنجليزية)